# Bernice Morgan
Bernice Morgan (* 8. Februar 1935 in St. John’s, Neufundland) ist eine kanadische Schriftstellerin.
Morgan besuchte die Newfoundland Academy in St. John’s und war lange Zeit im Bereich Öffentlichkeitsarbeit beschäftigt. Unter anderem fungierte sie als Herausgeberin der Gazette der Memorial University of Newfoundland. Im Jahr 1986 entschloss sie sich, hauptberuflich als Schriftstellerin zu arbeiten. Sie trat zunächst als Autorin von Kurzgeschichten und als Mitherausgeberin einer Anthologie in Erscheinung. Überregionalen Erfolg bescherten ihr die beiden Romane Random Passage (1992) und Waiting for Time (1994), die inhaltlich zusammenhängen und in deren Mittelpunkt der Überlebenskampf einer kleinen Gemeinschaft von Siedlern im frühen 19. Jahrhundert an der Küste von Neufundland steht. Der Stoff diente als Vorlage für eine vierteilige Fernsehserie, die im Jahr 2002 in Kanada und Irland ausgestrahlt wurde.
Bernice Morgan ist verheiratet und hat drei Kinder.

## Werke
- 1992: Random Passage (Roman, dt.: Die Farben des Meeres, ISBN 3-442-72382-5)
- 1994: Waiting for Time (Roman, dt.: Am Ende des Meeres, ISBN 3-423-24129-2)
- 2002: The Topography of Love (Erzählungen, dt.: Topographie der Liebe, ISBN 3-423-24305-8)
- 2007: Cloud of Bone (Roman)
- 2018: Seasons Before the War (Kinderbuch)